# Skimmia

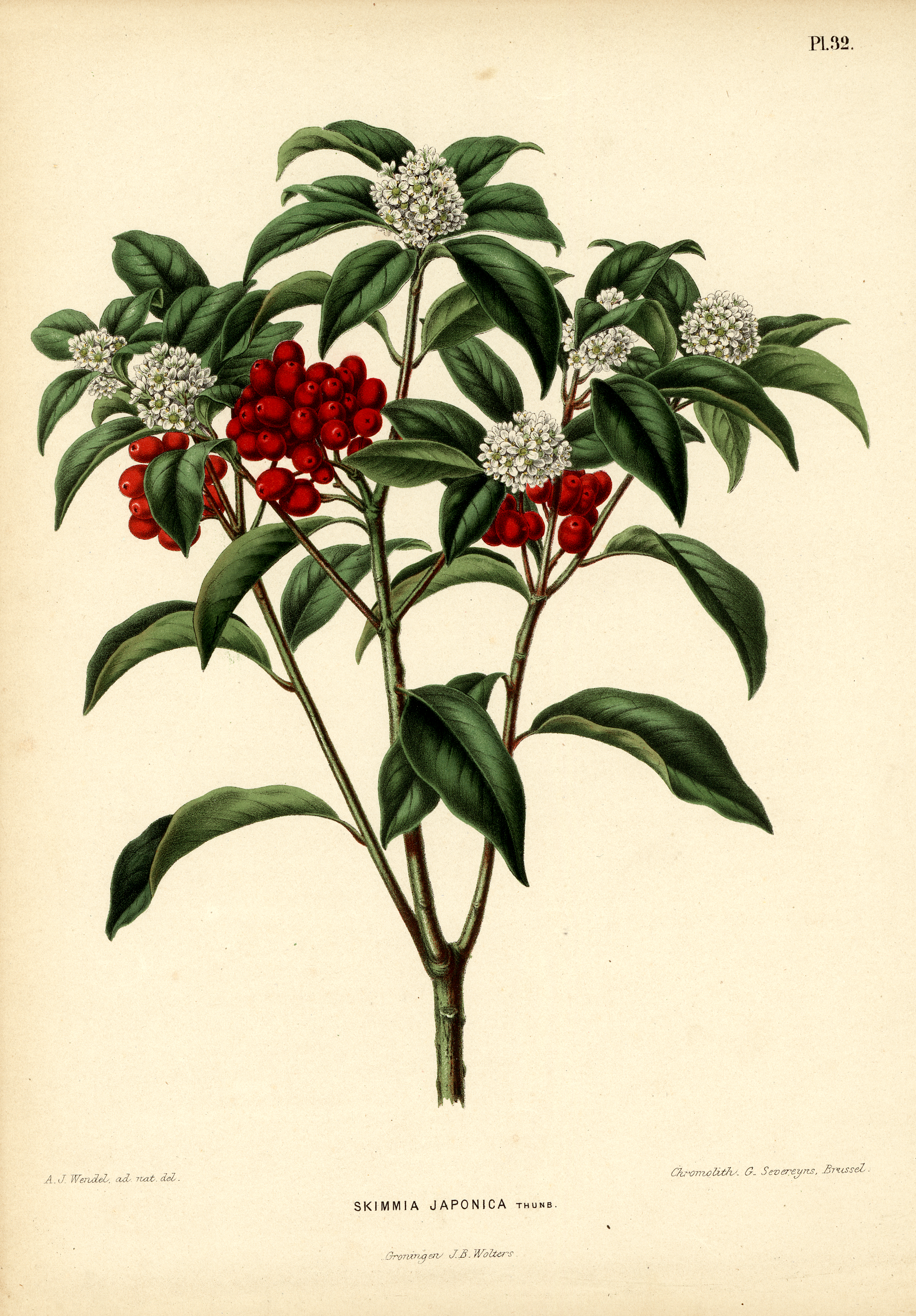
Skimmia japonica, A.J. Wendel (1868)

Skimmia is een geslacht van overblijvende, groenblijvende planten uit de wijnruitfamilie (Rutaceae). Het geslacht telt zeven of acht soorten, die in het algemeen afkomstig zijn uit Oost-Azië.
De dikke, stevige bladeren zijn afwisselend geplaatst. De geurende bloemen staan in grote, eindstandige pluimen bij elkaar en zijn klein en wit. De meeste soorten kennen aparte mannelijke en vrouwelijke exemplaren. De bessen zijn giftig, maar acute effecten zijn alleen merkbaar bij consumptie van grote hoeveelheden.
De meeste soorten zijn in de Benelux redelijk winterhard, tot zo'n -10 °C. Sommige soorten kunnen een tegen de wind beschutte plaats goed gebruiken.

## Soorten en cultivars
- Skimmia japonica bloeit van maart tot mei met witte bloemen, de hoogte is 1–1,5 m
- Skimmia reevesiana bloeit van mei tot juni met witte bloemen, de hoogte is 0,3–0,8 m

Skimmia japonica is tweehuizig. Om niet alleen knoppen en bloemen te hebben, maar ook bessen, worden vrouwelijke en mannelijke exemplaren in elkaars nabijheid aangeplant. Bij Skimmia reevesiana is dat niet noodzakelijk omdat die eenhuizig is.
Voor gebruik in de tuin zijn een aantal cultivars ontwikkeld:
- S. ×confusa 'Kew Green', een mannelijke 'Skimmia heeft langwerpige bladeren, de knoppen zijn groen, de bloemen zijn wit met een gele waas, de bladeren kunnen irriterend voor de huid zijn bij directe blootstelling. 'Kew White' is de vrouwelijke tegenhanger en deze krijgt witte bessen. De volwassen hoogte is 0,8–1 m.

- S. japonica:
  - S. japonica 'Emerald King', mannelijke planten hebben bronskleurige groene bloemknoppen
  - S. japonica 'Fragrans', heeft van april tot mei witroze bloemen, de hoogte is 0,8–1 m
  - S. japonica 'Godrie's Dwarf', mannelijke dwergvorm met een maximale hoogte van 40 cm, bloeit zeer rijk, de knoppen verkleuren van groen naar brons
  - S. japonica 'Keessen', van maart tot mei brengt deze bijna 1 m hoge plant witte bloemen voort, komt oorspronkelijk vandaan bij handelskwekerij de erven W.C. Keessen te Aalsmeer (omstreeks 1958), vermeerderd door Piet Oosterwijk en in de handel gebracht
  - S. japonica 'Marlot', veel kleine witte bloemen, buitenkant met later rose zweem. synoniem van S. japonica 'Godrie's Dwarf'
  - S. japonica 'Magic Marlot', vele kleine witte bloemknoppen in najaar die later dieprose verkleuren, bloem is wit aan de binnenzijde, blad is zilverbont en groen, doorgeselecteerde vorm van S. japonica 'Marlot'
  - S. japonica 'Nymans', valt op door de relatief grote vuurrode vruchten vanaf oktober
  - S. japonica 'Rogersii', 0,6–1,2 m hoog
  - S. japonica 'Rubella', draagt van april tot mei witroze bloemen, in Nederland de meest gekweekte cultivar in tuinen, de populariteit is vooral te danken aan de donkerrode knoppen tijdens de winter
  - S. japonica 'Rubinetta', een compactere vorm van de meer populaire S. japonica 'Rubella', die ook iets uitbundiger bloeit.
  - S. japonica 'Ruby Dome', deze plant met witroze bloemen van maart tot mei wordt iets meer dan 0,5 m hoog
  - S. japonica 'Wanto', de bloemen zijn crèmewit met een paarse vlek
  - S. japonica 'White Gerpa', de crèmewitte bloemen verschijnen van maart – april
  - S. japonica 'Veitchii', wordt tot 1,5 m hoog, draagt grote trossen vuurrode bessen

- S. reevesiana:
  - S. reevesiana 'Ruby King', de bloeitijd loopt van april tot mei, de plant wordt 0,5 m hoog en heeft elliptische, zeegroene bladeren, de in de herfst verschijnende bloemknoppen zijn goudbruin, in het voorjaar verschijnen hieraan crèmekleurige bloemen
  - S. reevesiana 'Godrie's Little Ruby' kleine besdragende skimmia die zeer rijk bloeit en makkelijk bessen krijgt.

## Standplaats, vermeerderen en snoei

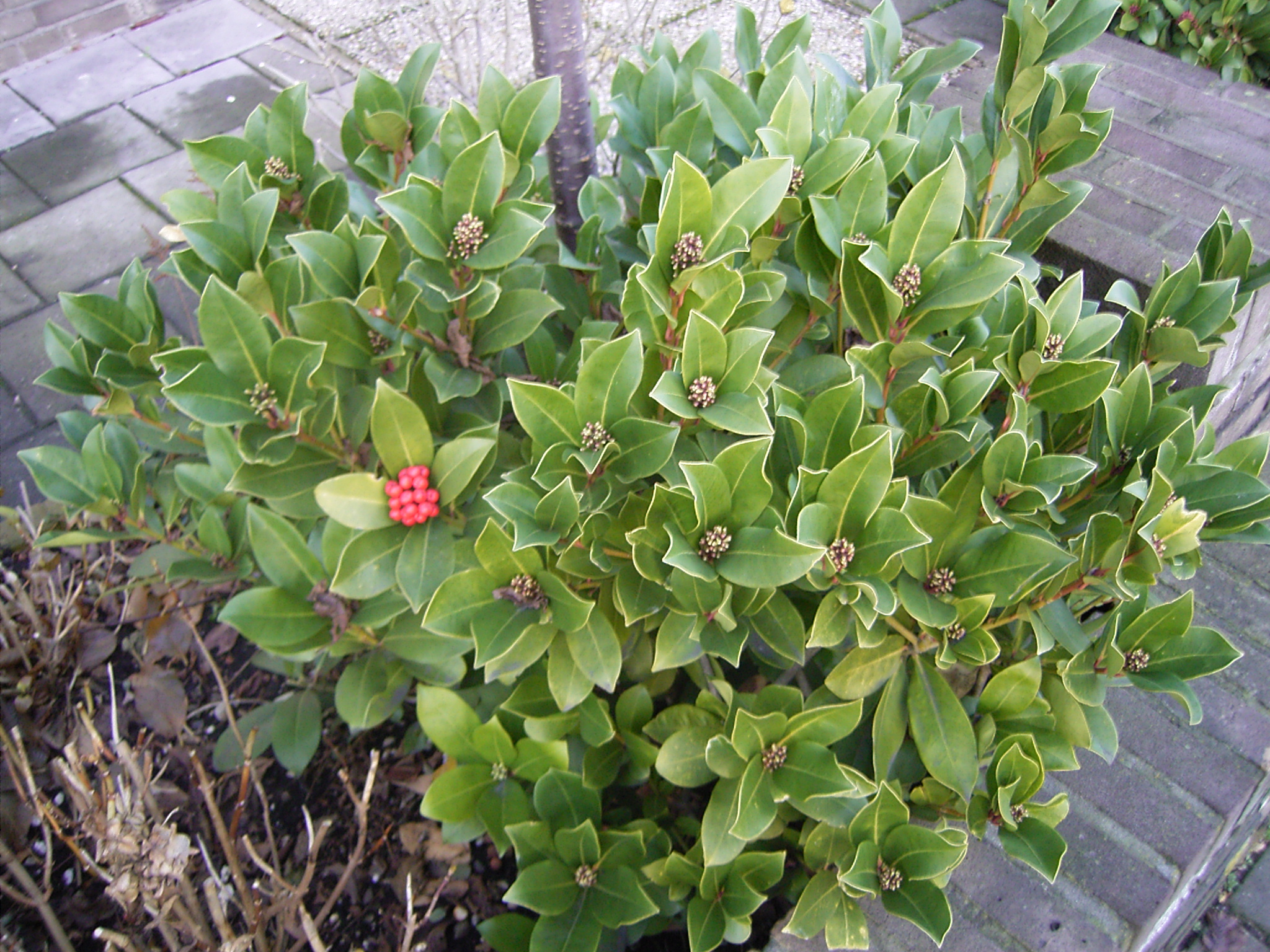
Bessen aan een vrouwelijke plant

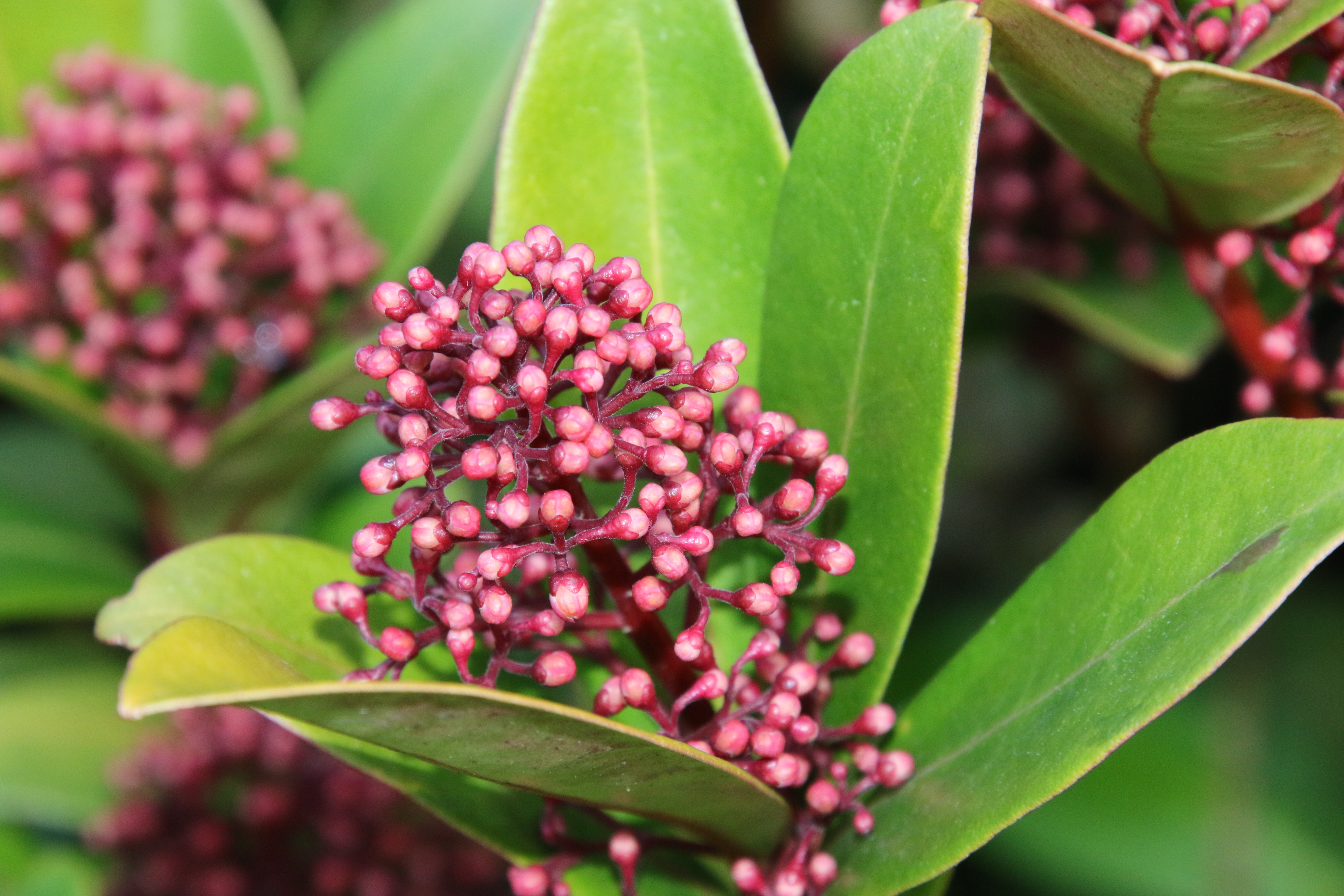
S. japonica, de knoppen in detail, voor de bloei, in februari.

De struik verlangt een goed afwaterende, niet kalkhoudende, licht zure grond in de schaduw of halfschaduw. In de volle zon zullen de donkergroene bladeren gele vlekken vertonen. Ook op kalkhoudende grond kan dat het geval zijn. De optimale groei-omstandigheden zijn zoals die van de meeste rododendrons.
Vermeerderen kan door stekken of zaaien. Stekken gebeurt in maart of augustus, de stekken worden geplaatst in een mengsel van zand en turf onder glas. Zaaien van de bessen gebeurt eveneens onder glas, in het voorjaar, nadat eerst het vruchtvlees er afgewassen is.
De skimmia heeft een compacte groei, maar kan uitlopen waarbij er in het midden een open plek ontstaat. Na de bloei wat terugsnoeien bevordert het behoud van een compacte struikvorm.
... · 
Acradenia · 
Acronychia · 
Aegle · 
Afraegle · 
Amyris · 
Casimiroa · 
Choisya · 
Citrus · 
Clausena · 
Dictamnus · 
Diplolaena · 
Fortunella · 
Limonia · 
Melicope · 
Murraya · 
Phellodendron · 
Poncirus · 
Ptelea · 
Ruta · 
Skimmia · 
Tetradium · 
Vangueriella · 
Vepris · 
Zanthoxylum · 
Zieria · 
...